# Ipotalamo
L'ipotàlamo è una struttura del sistema nervoso centrale situata nella zona centrale interna ai due emisferi cerebrali. Costituisce la parte ventrale del diencefalo e comprende numerosi nuclei che attivano, controllano e integrano i meccanismi autonomi periferici, l'attività endocrina e molte funzioni somatiche quali la termoregolazione, il sonno, il bilancio idro-salino e l'assunzione del cibo. L'ipotalamo controlla molte attività connesse all'omeostasi e controlla anche l'ipofisi.

## Rapporti anatomici
L'ipotalamo è situato ai lati del terzo ventricolo cerebrale e si continua col suo pavimento, è delimitato posteriormente dai corpi mammillari, anteriormente dal chiasma ottico, superiormente dal solco ipotalamico e inferiormente dall'ipofisi, con la quale è a stretto contatto non solo anatomicamente, ma anche funzionalmente.
Nel suo contesto, in senso antero-posteriore si possono riconoscere tre gruppi nucleari principali:
- gruppo anteriore: comprende i nuclei sopraottico, paraventricolare e preottico;
- gruppo intermedio: in esso, prendendo come riferimento un piano sagittale passante per la colonna del fornice, possiamo distinguere una regione mediale (coi nuclei: ventromediale, dorsomediale, perifornicale e arcuato, esteso nell'eminenza mediana) e una regione laterale (nuclei: ipotalamico laterale e tuberali laterali);
- gruppo posteriore: comprende i corpi mamillari nei quali si distinguono i nuclei mamillari mediale, laterale e intermedio e i nuclei ipotalamici posteriori.

La superficie inferiore dell'ipotalamo si espande leggermente verso il basso formando il tuber cinereum, dal cui centro sporge l'infundibolo, riccamente vascolarizzato, che a sua volta si prolunga nell'ipofisi.
Il rapporto tra ipotalamo e ipofisi è detto asse ipotalamo-ipofisario e collega il sistema nervoso al sistema endocrino, o, per meglio dire, permette al primo di svolgere azioni di regolazione sul secondo.

## Struttura e funzioni
È costituito da cellule di sostanza grigia raggruppate in numerosi nuclei, distinti topograficamente nei tre gruppi sopra descritti (anteriore, intermedio e posteriore) e collegati con la corteccia cerebrale e i centri del telencefalo, col talamo e l'epitalamo e col mesencefalo e il bulbo, da cui arrivano o ai quali vanno impulsi sensoriali vari e fibre nervose efferenti.
L'ipotalamo svolge pertanto una duplice funzione: una funzione di controllo del sistema nervoso autonomo (attraverso il quale modifica la motilità viscerale, i riflessi, il ritmo sonno-veglia, il bilancio idrosalino, il mantenimento della temperatura corporea, l'appetito e l'espressione degli stati emotivi) e una funzione di controllo del sistema endocrino: due dei nuclei ipotalamici (sopraottico e paraventricolare) collegano direttamente l'ipotalamo all'ipofisi tramite neuroni, che, partendo da essi e terminando coi loro assoni nei capillari della neuroipofisi (porzione posteriore dell'ipofisi, minore per dimensioni), formano un fascio ipotalamo-neuroipofisario che unisce i due organi e forma così il suddetto asse ipotalamo-ipofisario.
I neuroni presenti nei due nuclei producono due ormoni, l'ossitocina che stimola la contrazione della muscolatura liscia, soprattutto quella uterina (è infatti importante nel parto), e la vasopressina (ormone antidiuretico, o ADH, che agisce sui collettori del rene e viene rilasciato quando aumenta la concentrazione salina nel sangue): questi, attraverso gli assoni degli stessi neuroni, vengono trasportati alla neuroipofisi e lì accumulati fino a quando non si presenta uno stimolo adeguato; infatti questi neuroni sono sensibili ai cambiamenti di pressione osmotica del plasma per mezzo dei neuroni osmocettori (capaci di recepire i valori della pressione osmotica), che, in base alle variazioni di concentrazioni saline, si attivano stimolando la neuroipofisi.
Altri nove nuclei ipotalamici (anteriore, sopraottico, paraventricolare, periventricolare, arcuato, soprachiasmatico, premammillare, dorsomediale e ventromediale) presentano dei neuroni detti parvocellulari, dai quali si dipartono i relativi assoni che vanno a terminare con bottoni sinaptici su capillari infundibolari e permettono in tal modo il controllo dell'adenoipofisi (ipofisi anteriore). Questo meccanismo di tipo vascolare è detto sistema portale ipotalamo-ipofisario e si attua tramite il rilascio da parte dell'ipotalamo dei cosiddetti fattori di rilascio (RH) (per esempio il TRH per la tireotropina, il GnRH per la gonadotropina, il CRH per l'ormone adenocorticotropo e il GHRH per il fattore della crescita), ma anche di fattori d'inibizione (IF) che vengono riversati nei capillari. Intercettati dall'ipofisi, controllano la produzione e il rilascio dei corrispondenti ormoni ipofisari, che agiscono a loro volta sulla secrezione degli ormoni secreti dagli organi bersaglio.
Il rilascio dei fattori RH o IF è controllata da un tipo di regolazione a feedback negativo: infatti, una diminuzione della concentrazione ematica degli specifici ormoni secreti dagli organi bersaglio farà aumentare il rilascio dei fattori RH; al contrario, un loro aumento provocherà una diminuzione del rilascio degli stessi fattori. Questo tipo di regolazione è molto importante e il suo malfunzionamento crea squilibri anche gravi nell'organismo.
Per quanto concerne il controllo che l'ipotalamo attua sul sistema nervoso parasimpatico, esso avviene mediante l'attivazione di ulteriori nuclei, posti nella parte anteriore dell'ipotalamo, ovvero quello anteriore e il nucleo preottico. Questi nuclei sono responsabili di fenomeni come la bradicardia (diminuzione della frequenza dei battiti cardiaci al di sotto dei 60 bpm), incremento di salivazione e sudorazione e ipotensione (abbassamento della pressione arteriosa) a seguito di un incremento dell'attività parasimpatica (vedi sistema nervoso parasimpatico). Viceversa, quando un individuo è improvvisamente allarmato o eccitato, le aree cerebrali superiori inviano segnali ai nuclei posteriori dell'ipotalamo, che stimolano il simpatico. Questo provoca tachicardia (accelerazione del battito cardiaco), tachipnea (aumento della frequenza respiratoria), midriasi (dilatazione delle pupille) e aumento di flusso di sangue ai muscoli. Questo tipo di reazione si chiama "reazione di lotta o fuga" ed è un tipico esempio delle funzioni che possono essere svolte dall'ipotalamo. In particolare, aree diverse stimolano reazioni diverse.
Un ulteriore esempio di quanto detto può essere riscontrato nell'azione svolta nella termoregolazione: infatti, i nuclei anteriore e preottico sono detti "centri del raffreddamento"; viceversa il nucleo posteriore è detto "centro del riscaldamento". Le cellule di cui sono composti sono sensibili alla variazione di temperatura corporea, dato che ricavano dalla temperatura del sangue che arriva al cervello. Se la temperatura è al di sotto dei 36 °C, l'ipotalamo anteriore reagisce liberando serotonina, la quale attiva il nucleo posteriore, che, stimolando il simpatico, crea un innalzamento della temperatura. Viceversa, se la temperatura è elevata, il nucleo posteriore libera noradrenalina o dopamina, che stimolano i nuclei situati nella zona anteriore dell'ipotalamo, agenti aumentando la sudorazione e la vasodilatazione periferica. Questi meccanismi favoriscono la dispersione di calore e, quindi, l'abbassamento della temperatura corporea.
Altri ruoli fondamentali svolti dall'ipotalamo sono la regolazione del sonno a opera del nucleo soprachiasmatico, che ha in particolare la funzione di mantenere lo stato di veglia, il controllo dell'alimentazione a opera dei nuclei ventromediale e ipotalamico laterale, che possono essere anche detti "centri della fame, della sazietà e della sete" data la loro funzione. Questa è resa possibile grazie agli impulsi derivanti da alcuni ormoni implicati nella regolazione del metabolismo (in particolare quello del glucosio, per cui gli ormoni più importanti che regolano questa attività sono insulina e leptine), ma anche dalle informazioni ricavate dagli enterocettori relative alla concentrazione di zuccheri e acqua nel sangue, che, se troppo bassa, stimola il desiderio di mangiare e di bere.
L'ipotalamo è anche in grado di controllare emozioni, stati d'animo e umore, nonché anche il comportamento sessuale. Questo è possibile grazie alla connessione anatomica dell'ipotalamo col talamo e il sistema limbico (il quale è un insieme funzionale di zone del cervello che regola impulsi e comportamenti emotivi, ma è anche legato alle funzioni organiche vegetative; inoltre, sembra essere una delle parti più "antiche" dal punto di vista evoluzionistico). In quest'accezione, si può affermare che l'ipotalamo funge da "connessione" tra i due sistemi suddetti e la relativa risposta corporea. Infatti, stimolazioni di diversi centri dell'ipotalamo, come già detto, danno luogo anche in questo caso a risposte diverse: la stimolazione del nucleo posteriore produce risposte aggressive, viceversa accade se vengono stimolati i centri laterali.